# ایمن الحسونی
ایمن الحسونی (انگلیسی: Ayman El Hassouni؛ زادهٔ ۲۲ فوریهٔ ۱۹۹۵) بازیکن فوتبال اهل مراکش است.
از باشگاه‌هایی که در آن بازی کرده‌است می‌توان به باشگاه فوتبال المپیک خریبکه و باشگاه فوتبال الوداد کازابلانکا اشاره کرد.
وی همچنین در تیم‌های ملی فوتبال زیر ۲۰ سال مراکش، زیر ۲۳ سال مراکش، و مراکش بازی کرده‌است.